# 異核共存体
異核共存体（いかくきょうそんたい、Heterokaryon）とは、同一の細胞内に複数の系統の細胞核を含む状態のものである。

## 概説
異核共存体(Heterocaryon)は、複数の単相核が同一の細胞内に共存し、それを維持している状態を指す。ヘテロカリオン、異核接合体とも言う。これに対して遺伝的に単一の核のみを含むものをホモカリオン(Homocaryon)という。生物一般としてはこの方が普通と考えられるから、異核共存体となるには特別な変化が必要である。そのような変化をまとめてヘテロカリオシス(Heterocaryosis)という。
このような現象は、菌類では比較的良く見られる。特に担子菌類のいわゆる二核菌糸は恒常的にこの状態にあるものである。それ以外の生物にも散発的に見られる。また、人工的な細胞融合でもこのような状態が現れた場合、こう呼ぶ。

## 菌類の場合
菌類においては、一つの細胞に一つの核、という関係がそれほど厳密ではないと見られる現象がよく見られる。ツボカビ門、接合菌門では多核体の菌糸体を持つ。また、子嚢菌、担子菌では菌糸は細胞壁で仕切られたそれぞれ単核の細胞に分かれているが、隔壁には穴があって、核がそれを通り抜けることが知られている。
異核共存体とは、そのような現象の一つであり、同一の菌糸体の中に遺伝的に同質でない核が二種以上存在する現象を指す。

## さまざまな型
最もよく知られている例は、子嚢菌、担子菌で単相の菌糸が接合したのち、すぐには融合せず、二核がそれぞれ分裂する二核菌糸体（二次菌糸とも）を形成するものである。特徴としては、それぞれの細胞には常に二種の核を1:1に含むことが挙げられる。
接合菌類においては、接合によって2nとなった核が減数分裂し、1個だけが残るのが原則であるが、時に複数個が残る例が知られる。
不規則に出現する状況もある。例えばアオカビなどを寒天培地で培養していると、普通は同心円状に胞子を形成して一面に粉を吹いたようになるが、時折、扇型に色が異なる区画が出現することがある。これは、その扇型の要の部分で核に変異を生じたので、そこから先へ菌糸が伸びる事で生じた区画が、それ以外の区画と異なった形質を持つに至ったものと考えられる。そういった風に、菌糸体の中で変異した核が生じて、それらが菌糸体の内部で移動して交じり合うことも考えられる。また、核の倍数化などが起こる例も知られる。
また、同種で異なる株の菌糸体の菌糸が偶然に融合して、核が交じり合うことも知られている。

## 継続性
この状態は、菌糸の伸長の間も維持されるが、不規則に起こる場合にはその解消もまた不規則に生じる場合もあると思われる。
なお、アナモルフ菌では分生子によって無性生殖が行われる。この時、単細胞のものを生じる場合、それによって異核共存状態が解除されるものもあるが、単細胞ではあっても多核のそれを形成する種もあり、その場合には異核共存体の菌糸体を生じる。

## 実験における利用
例えば栄養要求性突然変異の研究の際、それぞれには特殊な栄養要求突然変異である系統の核が、異核共存体となった場合に最低培地でも生育できるようになる場合がある。これは、両者の核が欠落している情報を補い合う関係の時に可能になるものと考えられ、そのような状態を平衡型異核共存体（balanced heterocaryon、または強制型異核共存体 forced heterocaryon）という。これは、栄養要求性突然変異株の具体的な内容を調べるのに役立つ。
なお、これらの菌類では栄養体菌糸は単相であるから、異核共存体となることでちょうど複相の生物で劣性遺伝子の形質発現が押さえられるのとよく似た効果が生まれたと見ることもできる。

## その他
このような異核共存は、さまざまな現象を起こす原因となる。例えば、不完全菌と言われる群には、無性生殖だけで繁殖しているらしい菌類がある。ところが、そのような菌類にも、疑似有性生殖(Parasexuallity)と呼ばれる、有性生殖の代行的な現象が知られる。これは、異核共存状態からその菌糸体の中で核の融合、減数分裂を経て新しい核が形成される。そのため、そのような過程を持つ菌では、有性生殖が全く行われていなくても実質的には有性生殖が行われたのと同じ利点が得られている可能性も指摘されている。
また、自家不和合性の種において、時に自家和合性の株が見つかることがある。これは、互いに和合性のある核が同一の菌糸体に共存するために起きる例が知られている。